# Pan de jengibre

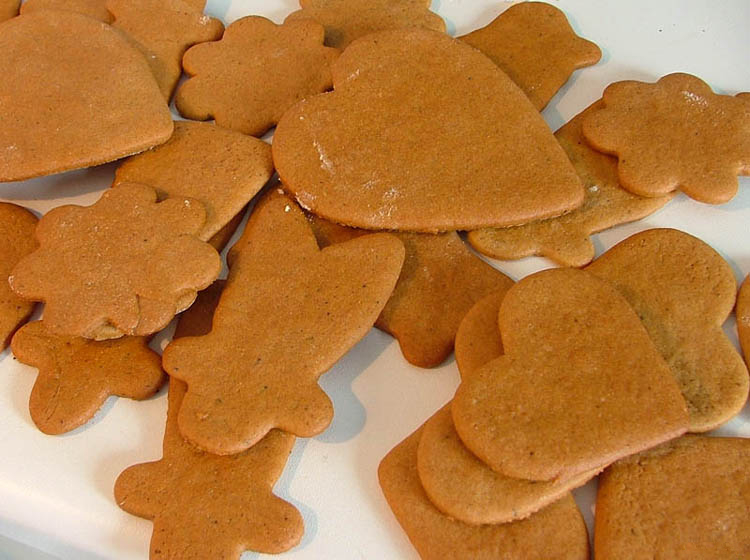
Galletas de jengibre.

El pan de jengibre o pan de especias es una especie de bizcocho o galleta, caracterizado por un distintivo sabor a jengibre y, habitualmente, el uso de melaza para endulzar. Es típico de la gastronomía navideña del norte de Europa, adonde la receta fue llevada en el siglo X. En especial en esta época, es habitual encontrar galletas cortadas en forma de corazón, de hombrecillo o aún de casa, el origen de la historia de Hansel y Gretel.

## Historia
El monje armenio Gregorio de Nicópolis (Grecia) fue el primero en hacer un pan de jengibre. Luego de mudarse a Francia en 992, introdujo su suculenta creación y les enseñó a los sacerdotes franceses a hornearlo. La popularidad de este alimento creció y se dispersó por toda Europa.

## Variantes
En algunos países europeos tienen diferentes variantes de esta galleta como por ejemplo en la cocina francesa está el pain d'épices que se traduce a menudo como 'pan de jengibre' en Alemania y Bélgica están los spekulatius que son galletas de forma humana, en Polonia están los muy tradicionales toruńskie pierniki, etcétera.
En Panamá, una confección similar se hace en la Provincia de Colón. Este postre se llama 'yiyinbre' y es preparado con jengibre y melaza.
En México, especialmente en la Huasteca del estado de Hidalgo, se elabora el "chichimbre" (con un parecido fonético con el vocablo jengibre), que también se conoce como puerquitos de piloncillo con canela, llamados así por su forma del cuerpo de un cerdo visto de perfil.